# 國立臺北大學公共事務學院
國立臺北大學公共事務學院（英文：NTPU College of Public Affairs）為國立臺北大學學院之一，以公共事務作為教學研究專業領域，為台灣第一所公共事務專業學院，也是目前國立大學中唯一的同類型學院。於2000年國立臺北大學創校時同時成立，由公行系、財政系、不動產系等系所組成，其中公行系創立於1949年創校時，為臺北大學最早成立的系所之一。

## 簡介
公共事務學院前身為「國立中興大學法商學院」，於2000年2月1日國立臺北大學創校時一倂成立，為國內第一所以培養公共事務管理人才為取向的專業學院，象徵國內公共事務人才之培育已邁向科技整合。現任院長為財政系張文俊教授。2009年7月，公共事務學院大樓落成正式啟用，學院辦公室從半世紀以來的臺北校區舊址正式遷往新的三峽校區校本部。

## 學院組成

### 主要系所
- 公共行政暨政策學系（页面存档备份，存于）
- 不動產與城鄉環境學系（页面存档备份，存于）
- 財政學系（页面存档备份，存于）
- 都市計劃研究所（页面存档备份，存于）
- 自然資源與環境管理研究所（页面存档备份，存于）

### 研究中心
- 民意與選舉研究中心（页面存档备份，存于）
- 土地與環境規劃研究中心

## 歷任院長
| 任次  | 姓名                          | 任期                          | 系所   | 備註                                          |
| ----- | ----------------------------- | ----------------------------- | ------ | --------------------------------------------- |
| 第1任 | 柯三吉                        | 2000年2月1日－2003年1月31日   | 公行系 | 後擔任副校長                                  |
| 第2任 | 黃世鑫                        | 2003年2月1日－2006年1月31日   | 財政系 | 現任民間團體「黨產歸零聯盟」召集人            |
| 第3任 | 李承嘉                        | 2006年2月1日－2009年1月31日   | 不動系 | 現任校長                                      |
| 第4任 | 周育仁                        | 2009年2月1日－2012年1月31日   | 公行系 | 曾任中國國民黨全國代表大會黨代表              |
| 第5任 | 蘇建榮                        | 2012年2月1日－2014年12月24日  | 財政系 | 因出任臺北市柯文哲市府閣員而提前請辭          |
| 代理  | 顧慕晴                        | 2014年12月25日－2015年7月31日 | 公行系 | 副院長代理                                    |
| 第6任 | 金家禾                        | 2015年8月1日－2018年7月31日   | 不動系 |                                               |
| 第7任 | 黃朝盟 （页面存档备份，存于） | 2018年8月1日－2021年7月31日   | 公行系 | 2021年參選第八任校長遴選 現參選第九任校長遴選 |
| 第8任 | 張文俊                        | 2021年8月1日－2024年7月31日   | 財政系 | 現任圖書館長                                  |
| 第9任 | 陳明燦                        | 2024年8月1日－迄今            | 不動系 |                                               |

## 學院發展現況

### 雙聯學位
美国
- 羅格斯大學
  - 學士
  - 碩士